# 進藤英幸
進藤 英幸（しんどう ひでゆき、1929年 - 没年不明）は、日本の中国文学学者。
明治大学教授、了徳寺大学教授などを歴任した。

## 略歴
1929年秋田県生まれ。
- 1951年3月 - 秋田市立高等学校（現：秋田県立秋田中央高等学校）卒業[3]
- 1965年 - 東洋大学大学院文学研究科博士課程中退[4]

## 著書
- 進藤英幸『三宅観瀾・新井白石（叢書・日本の思想家14）』明徳出版社、1984年。
- 進藤英幸『伊洛淵源録』明徳出版社，1989年。ISBN 978-4896198119
- 加藤恒賢・山田勝美・進藤英幸『角川字源辞典（第2版）』角川書店，1990年。
- 山田勝美・進藤英幸『漢字字源辞典』角川書店、1995年。 ISBN 978-4040601021
- 細谷惠志・進藤英幸・藤瀬礼子編『文字の意匠』了徳寺大学芸術文化研究所，2009年 ISSN 1883-843X